# قاي
قرية قاى هي إحدى القرى التابعة لمركز أهناسيا في محافظة بني سويف في جمهورية مصر العربية. حسب إحصاءات سنة 2006، بلغ إجمالي السكان في قاى 16011 نسمة، منهم 8167 رجل و7844 امرأة.